# Szodzsong-ri állomás
Szodzsong-ri (Seojeong-ri) állomás a szöuli metró 1-es vonalának állomása Kjonggi (Gyeonggi) tartomány Phjongthek (Pyeongtaek) városában.

## Viszonylatok
| 1-es vonal                                    | 1-es vonal                                             | 1-es vonal                                     |
| --------------------------------------------- | ------------------------------------------------------ | ---------------------------------------------- |
| Szongthan (Songtan) Szojoszan (Soyosan ) felé | Kjongbu (Gyeongbu) szakasz személyvonat                | Csidzse (Jije) Sincshang (Sinchang) felé       |
| Oszan (Osan) Jongszan (Yongsan) és Szöul felé | Kjongbu (Gyeongbu) szakasz zöld és piros expresszvonat | Phjongthek (Pyeongtaek) Cshonan (Cheonan) felé |
| Korail                                        |                                                        |                                                |
| Szongthan (Songtan) Szöul felé                | Kjongbu (Gyeongbu) vonal                               | Csidzse (Jije) Puszan (Busan) felé             |